# Latino di Camillo Orsini
Latino Orsini (Roma, 1517 circa – 1584) è stato un condottiero e teorico militare italiano.

## Biografia
Nativo di Roma, Latino Orsini era figlio di Camillo, uno dei più celebrati condottieri del Cinquecento. Anche Latino intraprese la carriera militare: diresse le fortificazioni di terra progettate dal padre per Castel Sant'Angelo e costruì parte delle mura di Civitavecchia. In occasione della guerra di Cipro, fu nominato dai Veneziani governatore di Candia (l'attuale isola di Creta), dove visse per più di dieci anni. Fu anche ambasciatore di Gregorio XIII (1502-1585, papa dal 1572) presso il Senato della Repubblica di Venezia. Una delle sue invenzioni militari, i cavalletti per proteggere la fanteria dagli attacchi della cavalleria, sarà pubblicata da Vespasiano Romani nel Trattato e modo di difendere la fanteria dalla cavalleria, et discorso sopra la fortificazione delle fosse (Napoli, 1597). Il Trattato del Radio Latino, composto per divulgare le operazioni dello strumento da lui inventato, sarà pubblicato postumo a Roma nel 1583 e 1586 con il commento di Egnazio Danti (1536-1586).

## Discendenza

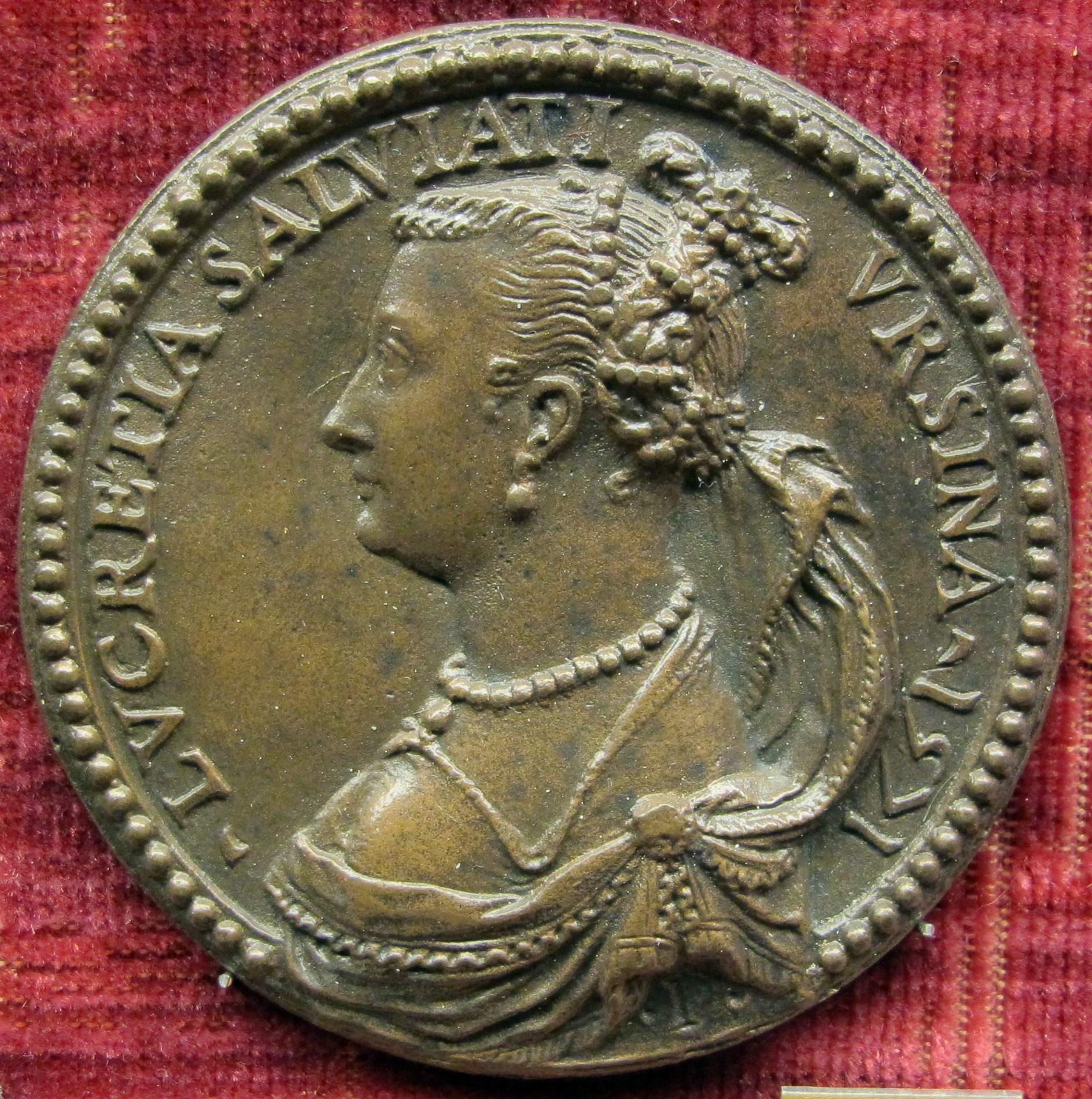
Lucrezia Salviati (1571)

Latino Orsini sposò Lucrezia, una figlia naturale del cardinale Bernardo Salviati ed ebbero due figli:
- Fabio, letterato ed amico di Torquato Tasso;
- Virginio, condottiero al servizio del re di Spagna.

Costoro, nel 1596, acquistarono dal duca di Mantova Vincenzo I Gonzaga due estese proprietà terriere in San Martino Gusnago, nel mantovano.